# Ptochophyle callichroa
Ptochophyle callichroa là một loài bướm đêm trong họ Geometridae.